# Пфунген
Пфунген (нім. Pfungen) — громада  в Швейцарії в кантоні Цюрих, округ Вінтертур.

## Географія
Громада розташована на відстані близько 115 км на північний схід від Берна, 18 км на північний схід від Цюриха.
Пфунген має площу 5 км², з яких на 25,1% дозволяється будівництво (житлове та будівництво доріг), 31,7% використовуються в сільськогосподарських цілях, 41,1% зайнято лісами, 2,2% не є продуктивними (річки, льодовики або гори).

## Демографія
2019 року в громаді мешкало 3900 осіб (+31,3% порівняно з 2010 роком), іноземців було 24,8%. Густота населення становила 782 осіб/км².
За віковим діапазоном населення розподілялося таким чином: 22,4% — особи молодші 20 років, 64,4% — особи у віці 20—64 років, 13,2% — особи у віці 65 років та старші. Було 1639 помешкань (у середньому 2,4 особи в помешканні).
Із загальної кількості 1400 працюючих 21 був зайнятий в первинному секторі, 437 — в обробній промисловості, 942 — в галузі послуг.